# Arquidiócesis de Maracaibo
La arquidiócesis de Maracaibo (en latín: Archidioecesis Maracaibensis) es una circunscripción eclesiástica de la Iglesia católica en Venezuela. Se trata de una arquidiócesis latina, sede metropolitana de la provincia eclesiástica de Maracaibo. Desde el 24 de mayo de 2018 su arzobispo es José Luis Azuaje Ayala.

## Territorio y organización

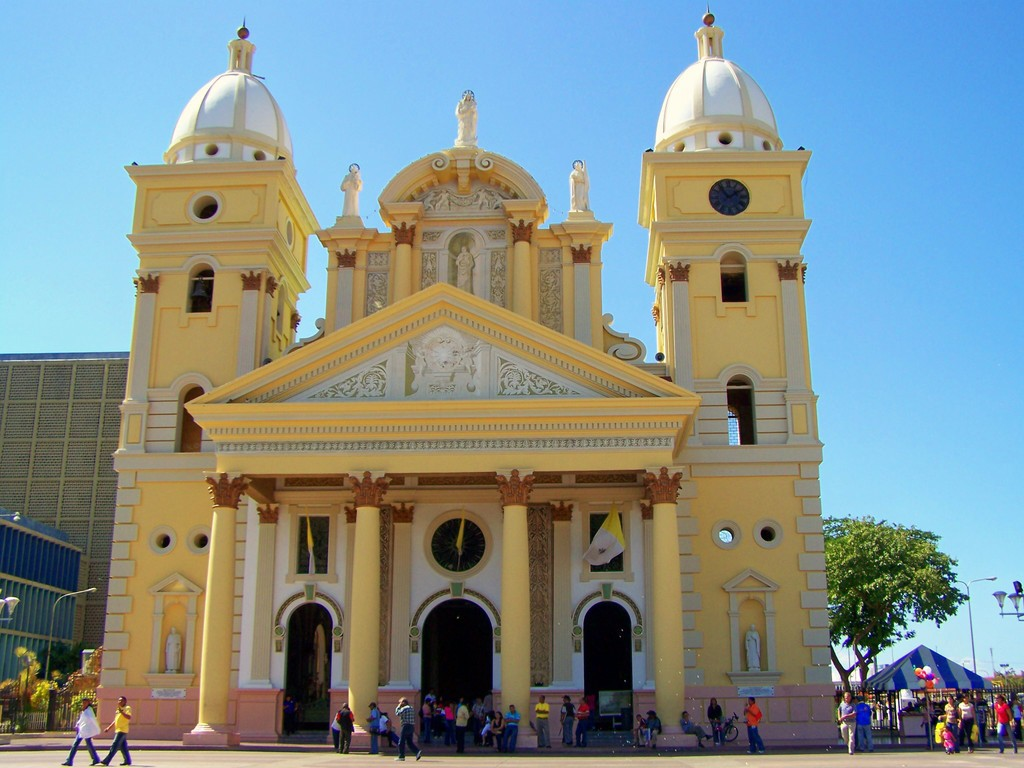
Basílica de Nuestra Señora de Chiquinquirá, en Maracaibo

La arquidiócesis tiene 12 319 km² y extiende su jurisdicción sobre los fieles católicos de rito latino residentes en 7 municipios del estado Zulia: Almirante Padilla, Mara, indígena bolivariano Guajira (llamado Páez hasta 2010), Maracaibo, San Francisco (creado en 1995 con parte del municipio Maracaibo), Jesús Enrique Lossada y La Cañada de Urdaneta.

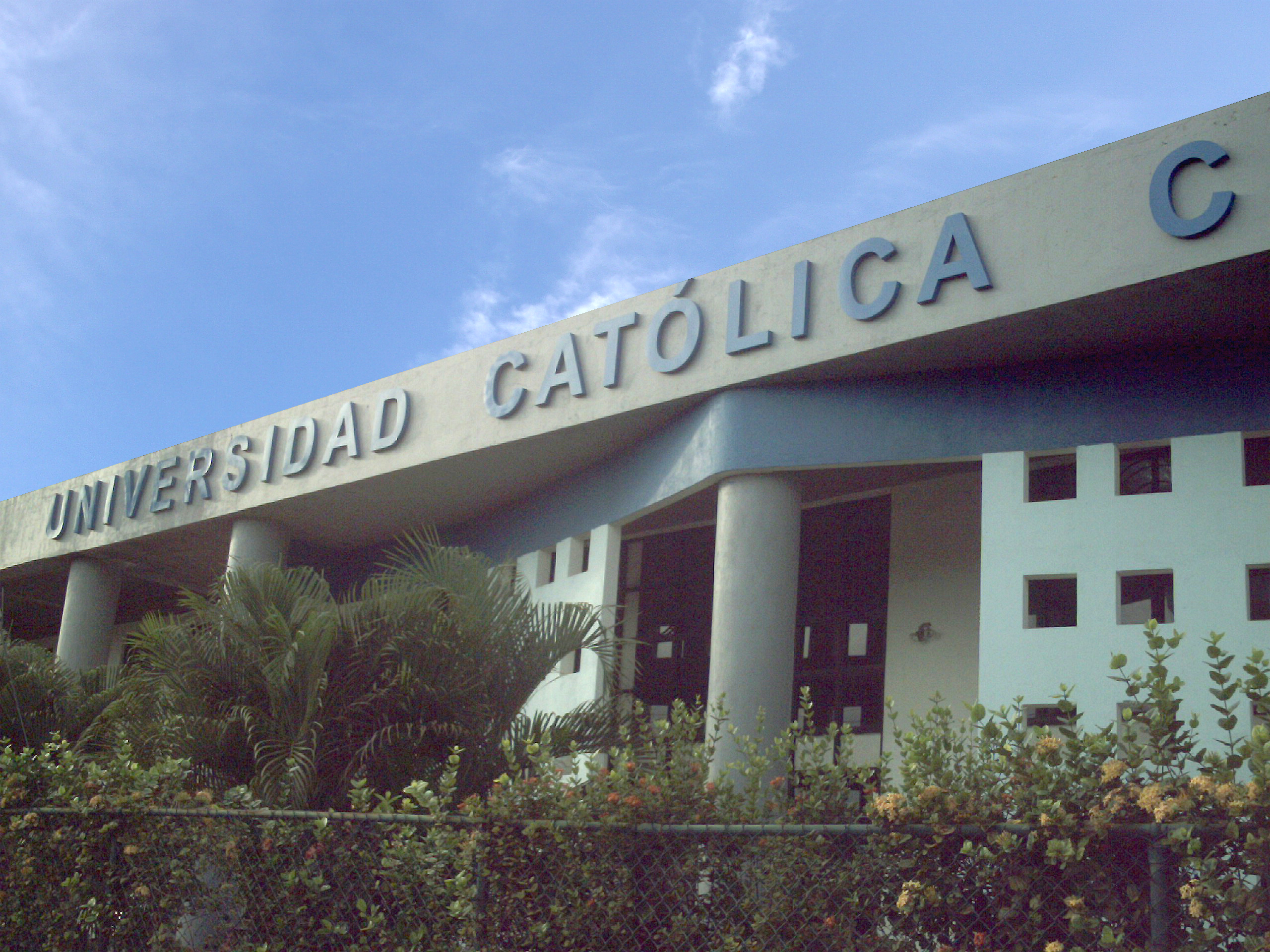
Universidad Católica Cecilio Acosta, fundada en 1983

La sede de la arquidiócesis se encuentra en la ciudad de Maracaibo, en donde se halla la Catedral de San Pedro y San Pablo y la basílica de Nuestra Señora de Chiquinquirá.
La arquidiócesis tiene como sufragáneas a las diócesis de: Cabimas, El Vigía-San Carlos del Zulia y Machiques.
En 2021 en la arquidiócesis existían 73 parroquias.

## Historia

### Diócesis
El papa León XIII erigió la diócesis del Zulia el 28 de julio de 1897 mediante la bula Supremum catholicam, obteniendo el territorio de la diócesis de Mérida (hoy arquidiócesis de Mérida).
Originalmente sufragánea de la arquidiócesis de Caracas, el 11 de junio de 1923 pasó a formar parte de la provincia eclesiástica de Mérida.
El 26 de mayo de 1943 cedió una parte de su territorio para la erección del vicariato apostólico de Machiques (hoy diócesis de Machiques) mediante la bula Zuliensis Dioeceseos del papa Pío XII.
El 2 de enero de 1953 la diócesis tomó el nombre de diócesis de Maracaibo, mediante el decreto Apostolicis sub plumbo Litteris de la Congregación Consistorial.
El 23 de julio de 1965 cedió otra porción de su territorio para la erección de la diócesis de Cabimas mediante la bula Christianae familiae del papa Pablo VI.

### Arquidiócesis
El 30 de abril de 1966 fue elevada al rango de arquidiócesis metropolitana mediante la bula Regimine suscepto del papa Pablo VI.
En 1983 se fundó en Maracaibo la Universidad Católica Cecilio Acosta.
El 7 de julio de 1994 cedió otra porción de su territorio para la erección de la diócesis de El Vigía-San Carlos del Zulia mediante la bula Sacrorum Antistites del papa Juan Pablo II.
El 17 de junio de 2011 adquirió como sufragánea a la diócesis de Machiques al ser elevada desde vicariato apostólico.

## Estadísticas
Según el Anuario Pontificio 2022 la arquidiócesis tenía a fines de 2021 un total de 2 398 440 fieles bautizados.
| Año                                                                             | Población | Población | Población      | Sacerdotes | Sacerdotes | Sacerdotes | Católicos por sacerdote | Diáconos permanentes | Religiosos | Religiosos | Parroquias y cuasiparroquias |
| Año                                                                             | Católicos | Total     | % de católicos | Total      | Diocesanos | Regulares  | Católicos por sacerdote | Diáconos permanentes | Masculinos | Femeninos  | Parroquias y cuasiparroquias |
| ------------------------------------------------------------------------------- | --------- | --------- | -------------- | ---------- | ---------- | ---------- | ----------------------- | -------------------- | ---------- | ---------- | ---------------------------- |
| 1949                                                                            | 286 000   | 290 000   | 98.6           | 49         | 29         | 20         | 5836                    |                      | 34         | 150        | 21                           |
| 1966                                                                            | 620 000   | 650 000   | 95.4           | 132        | 44         | 88         | 4696                    |                      | 120        | 318        | 31                           |
| 1970                                                                            | 760 000   | 800 000   | 95.0           | 142        | 48         | 94         | 5352                    |                      | 141        | 320        | 43                           |
| 1976                                                                            | 950 000   | 1 100 000 | 86.4           | 111        | 35         | 76         | 8558                    |                      | 104        | 178        | 50                           |
| 1980                                                                            | 815 000   | 865 000   | 94.2           | 120        | 36         | 84         | 6791                    |                      | 98         | 300        | 51                           |
| 1990                                                                            | 1 415 000 | 1 505 000 | 94.0           | 125        | 45         | 80         | 11 320                  |                      | 92         | 295        | 55                           |
| 1999                                                                            | 1 747 000 | 2 083 785 | 83.8           | 142        | 79         | 63         | 12 302                  | 4                    | 92         | 296        | 60                           |
| 2000                                                                            | 1 785 000 | 2 100 000 | 85.0           | 130        | 69         | 61         | 13 730                  | 4                    | 91         | 300        | 60                           |
| 2001                                                                            | 1 785 000 | 2 100 000 | 85.0           | 133        | 72         | 61         | 13 421                  | 4                    | 91         | 300        | 60                           |
| 2002                                                                            | 1 785 000 | 2 100 000 | 85.0           | 136        | 75         | 61         | 13 125                  | 4                    | 91         | 300        | 60                           |
| 2003                                                                            | 1 625 415 | 1 888 000 | 86.1           | 128        | 73         | 55         | 12 698                  | 4                    | 83         | 273        | 66                           |
| 2004                                                                            | 1 863 690 | 2 006 757 | 92.9           | 121        | 71         | 50         | 15 402                  | 7                    | 71         | 275        | 65                           |
| 2013                                                                            | 2 161 000 | 2 329 000 | 92.8           | 123        | 65         | 58         | 17 569                  | 20                   | 72         | 204        | 64                           |
| 2016                                                                            | 2 252 454 | 2 427 826 | 92.8           | 121        | 90         | 31         | 18 615                  | 19                   | 47         | 208        | 68                           |
| 2019                                                                            | 2 340 800 | 2 523 100 | 92.8           | 111        | 85         | 26         | 21 088                  | 27                   | 33         | 90         | 69                           |
| 2021                                                                            | 2 398 440 | 2 585 150 | 92.8           | 87         | 71         | 16         | 27 568                  | 12                   | 20         | 90         | 73                           |
| Fuente: Catholic-Hierarchy, que a su vez toma los datos del Anuario Pontificio. |           |           |                |            |            |            |                         |                      |            |            |                              |

## Episcopologio

### Obispos
- Francisco Marvez † (21 de octubre de 1897-17 de diciembre de 1904 falleció)
  - Sede vacante (1904-1910)
- Arturo Celestino Álvarez † (16 de agosto de 1910-18 de diciembre de 1919 nombrado obispo coadjutor de Calabozo[nota 1])
- Marcos Sergio Godoy † (8 de marzo de 1920-21 de octubre de 1957 falleció)
- José Rafael Pulido Méndez † (21 de junio de 1958-16 de enero de 1961 nombrado obispo coadjutor de Mérida[nota 2])
- Domingo Roa Pérez † (16 de enero de 1961-30 de abril de 1966 nombrado arzobispo)

### Arzobispos
- Domingo Roa Pérez † (30 de abril de 1966-23 de diciembre de 1992 retirado)
- Ramón Ovidio Pérez Morales (23 de diciembre de 1992-5 de junio de 1999 nombrado arzobispo a título personal de Los Teques)[nota 3]
- Ubaldo Ramón Santana Sequera, F.M.I. (11 de noviembre de 2000-24 de mayo de 2018 retirado)[9]
- José Luis Azuaje Ayala, desde el 24 de mayo de 2018